# NGC 5120
NGC 5120 ist ein unter dem Namen Ruprecht 166 notierter offener Sternhaufen im Sternbild Zentaur  mit einer Winkelausdehnung von etwa 4′ mal 3′ und einer scheinbaren Helligkeit im B-Band von etwa 13. Er wurde am 16. Juni 1835 von John Herschel mit einem 18-Zoll-Spiegelteleskop entdeckt, der ihn dabei mit „cluster class VI; oval; 4′ long, 3′ broad; stars 12..16th mag; an extremely rich clustering patch in the milky way, which is here superb“ beschrieb.